# محمد غازي الأخرس
محمد غازي الأخرس، وهو كاتب ومؤلف عراقي، ولد في 17 حزيران/يونيو 1967، ببغداد.
 وحصل على شهادة البكلوريوس في اللغة الفرنسية عام 1994 ثم على شهادتي البكلوريوس والماجستير في الأدب العربي، ولقد كتب الشعر منذ ثمانينيات القرن الماضي، وله ديوان عنوانه «شمعون» صدر عام 1997 بطريقة الاستنساخ، ونشط في المقالة والنقد منذ منتصف التسعينيات، وكانت أفكاره تلقى قبولاً واسعاً لدى العراقيين. وألّف عدة كتب تناولت الواقع الثقافي في العالم العربي، والعراقي تحديداً، كان أهمها «خريف المثقف في العراق» الذي أحدث جدلاً في الوسط الثقافي، رغم أنه نال من الثناء أكثر مما ناله من الانتقاد.,.

## مؤلفات
1. خريف المثقف في العراق
2. كتاب المكاريد
3. دفاتر خردة فروش
4. قَصّخون الغَرَام

## ملخص عن الكتب
في كتابه الأول «خريف المثقف في العراق» تعامل الأخرس «مع انماط المثقفين (المشتغلين بحقل الثقافة) وفق تقسيم جيرار كليرك بانهم: التقني، واللاعضوي (مفهوم جوليان باندا) في كتابه (سقوط الإكليروس)، العضوي (مفهوم غرامشي)، وقد تبنى الاخرس المفهوم الباندي الذي هو نمط من المثقف الذي يبدي رأيه بالشأن الاجتماعي ولكن لا يسهم في الحراك الاجتماعي»
ويرى بعض الذين درسوا الكتاب أنه «هزّ اليقينيات الكونكريتية في (خرافات) الايديولوجيات المهيمنة في العراق والتي ترجع براينا إلى هيمنة نسق ثقافي (فحولي) بدوي مسكون (بالقتل الرمزي) سواء بالافعال أو بالخطاب فكان هذا (القتل الرمزي)، بحسب المؤلف، النقطة الـتي فيها يبدو التطابق (بين المختلفين) مبررا بما لا يقبل مجالا للشك طالما وجدنا انفسنا في نطاق منظومة فكر تتخذ العنف سبيلا للتعاطي معه. وهو الحاصل في الايديولوجيتين المتصارعتين المتصالحتين: القومية واليسار»
في عام 2012 أصدر الباحث كتابه الثاني الأكثر رواجا وهو «كتاب المكاريد» التي يقول أنها كظاهرة تواجدت «في أغلب المدن العراقية لكن هذه المفردة بالذات أرتبطت بالأناس الذين نزحوا من جنوب العراق، من العمارة والناصرية والبصرة والكوت، وهي مدن كان يتحكم بها الإقطاع». وفي الكتاب هذا «ينبش محمد غازي الأخرس حكايات من سرداب المجتمع العراقي ويمنح الفئات المهمّشة فرصة لم تكن متاحة قبلاً، لسرد مدوّنة البؤس والتيه والإهمال؛ إذ ظلت رواية هؤلاء البشر المنسيين، والسيئي الحظ، في الظل».
في المكاريد وكما رأى عدد من المتابعين «يلج الأخرس إلى سرداب المجتمع العراقي على خطى الكاتب والمؤرخ وعالم الاجتماع علي الوردي حيث الخردة الشعبية تحتاج من ينفض الغبار عنها. وتنطوي أبحاثه على جوانب من السيرة الذاتية، وسيرة الجموع من «المكَرودين» في وقائع عاشها الأخرس، وصمت عنها طويلاً، قبل أن يقرر إزاحة اللثام عنها، بنظرة أنثروبولوجية عميقة تتكئ على سرديات ما بعد الحداثة في فحص مفردات وطقوس وأغنيات شعبية، كانت الحامل لثقافة موازية. وها هي تقتحم المتن من دون مواربة».
ولديه كتاب ثالث صدر عن دار التنوير بعنوان «دفاتر خردة فروش، العوالم السفلية للمجتمع العراقي» وهو جزء ثانٍ من «كتاب المكاريد» يتطرق فيه لمحاور جديدة وفيه «جهدٌ توثيقيّ خاص، وخطوة جريئة لمواجهة الذات الاجتماعية العراقية بكل شوائبها ومفارقات ذاكرتها الغنية بالحكايات والمواقف المثيرة، وإذا كان محمّد غازي الأخرس يقدم هذه الحكايات والمواقف بروح السخرية السوداء، فإنه يحمل في كل حكاياته وجعه مما آل إليه العراق».
أما في كتابه«قصخون الغرام.. في متخيل العشاق وأنثروبولوجيا الأنوثة» الصادر عن دار التنوير للطباعة والنشر بأكثر من 300 صفحة من الحجم المتوسط، فيقدم الأخرس «موسوعة في قصص وحكايات وأشعار وأبوذيات وسويحلي ودارميات وأغنيات الحب والعشق والغرام». لكن بدلا من أن يحكي أقاصيص عنترة وأبي زيد الهلالي وحمزة البهلوان، فأنه يقص سيرة العاشقين والعاشقات والمغرمين والمغرمات ابتداء من أساطير آلهة الحب الرافدينية «انانا – عشتار» و «ايزيس» المصرية و«افروديت» الإغريقية ورموزها الجنسية، ومرورا بقصص المخيلة الشعبية البغدادية العراقية وأغاني «الهجع» وفي مقدمتها قصيدة «يكاظم مهجتي الهجران عادمها» التي خاطب بها الشاعر الملا جابر ابن الملا عباس صديقه الشاعر كاظم كاطع من أهالي المشخاب وغناها عشرات المطربين وعلى رأسهم داخل حسن وحسن حياوي، وانتشرت أيام الستينات في شريط غنائي «كاسيت» أشتهر باسم «المذبحة». وفي العموم فأن الكتاب مكتوب بمزاج رائق وفيه تحليل لعشرات القصص والحكايات والأشعار والأغاني الشعبية بمختلف بيئاتها المحلية من البداوة إلى الحضارة، ومن المدينة إلى الريف ومن البادية إلى الأهوار، تحليلا سايكولوجيا سيسيولوجيا انثربولوجيا، وبالرجوع إلى أمهات المراجع والمصادر القديمة والحديثة التي تناولت السحر والطوطمية والجنس في الحضارات القديمة مثل أعمال سيغموند فرويد المعروفة في هذا الميدان، وجيمس فريزر في كتابه الشهير «الغصن الذهبي».